# Wilhelm Kühne
Wilhelm Friedrich Kühne (Hamburgo, 28 de Março de 1837 — Heidelberg, 10 de Junho de 1900) foi um fisiologista alemão.
Kühne estudou química sob a orientação de Friedrich Wöhler, anatomia com Friedrich Gustav Jakob Henle e neuro-histologia com Rudolph Wagner. Doutorou-se em 1856 com uma tese sobre diabetes induzida em rãs.
É conhecido por ter criado o termo "enzima" (em alemão:  Enzym). Trabalhou em particular na fisiologia do músculo e do nervo e no processo químico da digestão. Também estudou as mudanças químicas que ocorrem na retina quando da exposição à luz.

## Trabalhos
O trabalho original de Kühne divide-se em dois grupos principais: a fisiologia dos músculos e nervos, que ocupou os primeiros anos de sua vida, e a química da digestão, que ele começou a investigar enquanto estava em Berlim com Virchow. Em 1876, ele descobriu a enzima digestora de proteínas tripsina.
 

Ele também era conhecido por suas pesquisas sobre a visão e as mudanças químicas que ocorrem na retina sob a influência da luz. Usando a "púrpura visual" (ou rodopsina), descrita por Franz Christian Boll em 1876, ele tentou fazer a base de uma teoria fotoquímica da visão, mas foi capaz de estabelecer sua importância em conexão com a visão em luz de baixa intensidade, sua ausência da área retiniana da visão mais distinta prejudicou a integridade da teoria e impediu sua aceitação geral. Kühne também foi pioneira no processo de optografia, a geração de uma imagem da retina de um coelho pela aplicação de um processo químico para fixar o estado da rodopsina no olho. Mais tarde, Kühne tentou sua técnica nos olhos de um assassino condenado de Bruchsal, Alemanha, com resultados inconclusivos.